# Српски Козар
Српски Козар, Рацкозар (мађ. Egyházaskozár) је село у Мађарској, у јужном делу државе. Село управо припада Шашдском срезу Барањске жупаније, са седиштем у Печују.
Српски Козар је до почетка 20. века имао значајну српску заједницу. У селу је и постојала српска црква, посвећена Светом Јовану крститељу.

## Природне одлике
Насеље Српски Козар се налази у јужној Мађарској, у историјској области Барања. Најближи већи град је Комло.
Село је смештено у северној, брдској Барањи, северно од планине Мечек. Надморска висина насеља је приближно 160 метара.

## Становништво
Према подацима из 2013. године Српски Козар је имао 811 становника. Последњих година број становника опада.
Претежно становништво у насељу чине Мађари римокатоличке вероисповести, а једина присутна мањина су Немци (око 7%).

### Попис1910.
| Српски Козар | Српски Козар |
| --- | --- |
| језик | вера |
| <div style="border:solid transparent;position:absolute;width:100px;line-height:0;<div style="border:solid transparent;position:absolute;width:100px;line-height:0; укупно: 1.305 Немачки 1.242 (95,17%) Мађарски 60 (4,59%) остали 3 (0,22%) - (-%) | укупно: 1.305 Лутерани 1.257 (96,32%) Римокатолици 23 (1,76%) Јевреји 8 (0,61%) Калвинисти 4 (0,30%) остали 13 (0,99%) |

## Прошлост Срба у месту
Срби се у великом броју срећу од Велике сеобе 1690. године. Православни Срби су увек били у малом броју и удаљени од остатка српског народа у Угарској, па већ крајем 19. века они постају ретки у овим крајевима.
У варошици Рацкозар било је 1731. године, 12 српских православних домова. А 1796. године у месту живи 233 српска житеља. Век касније 1890. године њихов број је само четири душе. Није позната њихова судбина, како је настала таква депопулација.
Био је 1826. године месни парох, поп Григорије Мирковић.
По државном шематизму православног клира у Угарској из 1846. године у Рац Козару је било 175 православаца. Православно парохијско звање је основано 1720. године, а црквене матрикуле бележе од 1780. године. Парох је 1846. године Стефан Новаковић.
Учитељ је 1846. године у Козару Јован Трифоновић са шест ученика. Школе 1905. године нема.
Године 1865. пописано је у јединственој православној парохији шесте платежне класе 423 православна Србина. То је збир парохијана у Медини, Рацкозару, Фелшинани и Толни. У Рацкозару је било 1867. године - 66 православних Срба.
Године 1905. Рацкозар је мала политичка општина у Хеђхатском срезу, Барањске жупаније. Ту живи 1266 становника у 189 домова, а доминирају Немци. Срба је само три православне душе, а српских кућа нема. Од српских јавних здања постоји само православна црква. Само је пошта у насељу, остале комуникације су ван - у Магошу.
Српска православна црквена општина не постоји у месту. Нити је ту представништво, али инвентар се води. Земљишни посед црквени је 38 кј. земље. Црква православна подигнута је 1720. године и посвећена Св. Јовану. Матрикуле се воде од почетка 19. века: матица крштених од 1801. године, а остале од 1810. године. Слава се 1905. године не одржава, а храм је у врло лошем стању. Постоји српско православно гробље. Медински парох је надлежан за парохијане тамошње.
Српска црква у Рацкозару срушена је 1916. године.